# ساحل الهيكل العظمي

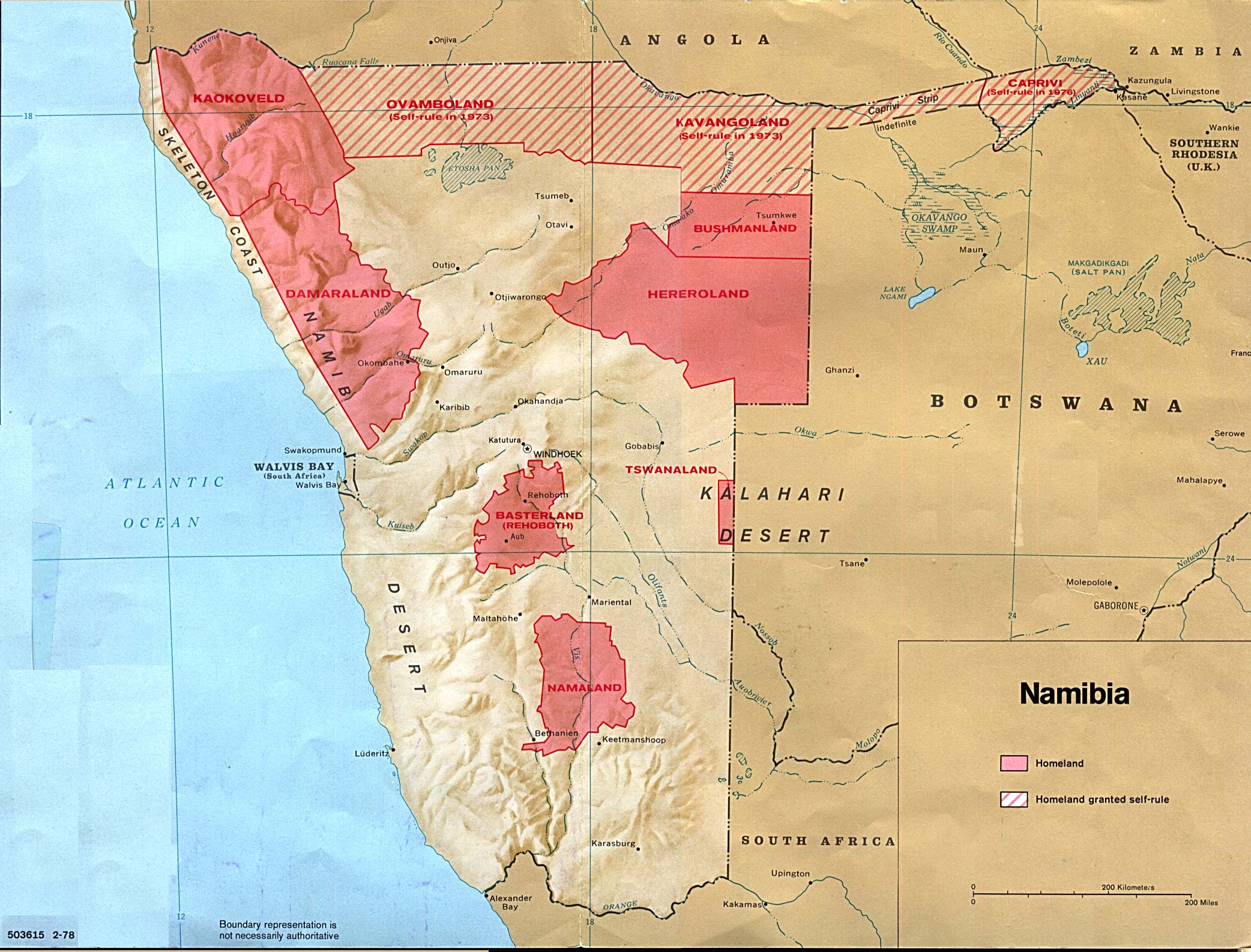
خريطة لأوطان شعوب ناميبيا. ساحل الهيكل العظمي هو المنطقة الساحلية المطلة على المحيط الأطلسي إلى الغرب وكاوكوفلد ودامارالاند إلى الشرق

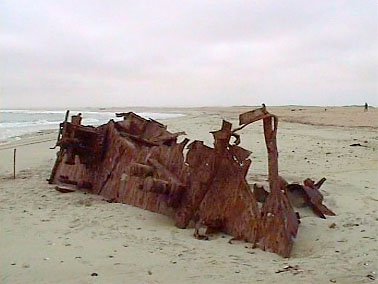
أحد حطام السفن العديدة على ساحل الهيكل العظمي

ساحل الهيكل العظمي (بالإنجليزية: Skeleton Coast)‏ هو الجزء الشمالي من ساحل المحيط الأطلسي لناميبيا وجنوبي أنغولا من نهر كونين جنوبًا إلى نهر سواكوب، ورغم استخدام الاسم أحيانًا لوصف مجمل ساحل صحراء ناميب. أَطلق البوشمان من الداخل الناميبي على الساحل اسم «أرض الله التي صُنِعت في الغضب»، بينما كان البحارة البرتغاليون يشيرون إليه باسم «بوابات الجحيم».
أطلق جون هنري مارش اسم ساحل الهيكل العظمي كعنوان للكتاب الذي كتبه يؤرخ فيه حطام سفينة دونيدن ستار. أصبح معروفًا تمامًا أن الساحل يُشار إليه حاليًا باسم ساحل الهيكل العظمي منذ نَشر الكتاب لأول مرة عام 1944.
يؤدي ارتفاع تيار بنغويلا الحالي عل الساحل إلى ظهور ضباب كثيف في المحيط (يُسميه أهل أنغولا «كاسمبو») خلال معظم أيام السنة. تهب الرياح من اليابسة إلى البحر، ونادراً ما يتجاوز هطول الأمطار 10 ملليمترات (0.39 بوصة)، والمناخ غير مواتٍ.
يتكون ساحل الهيكل العظمي من رمال ناعمة إلى حد كبير تقطعها أحيانًا النتوءات الصخرية. يتكون القسم الجنوبي من سهول الحصى، في حين يغلب على شمال خليج تيراس المناظر الطبيعية، الكثبان الرملية العالية. يُعرف الآن ساحل الهيكل العظمي بأنه موقع جيد للركمجة.

## أصل التسمية
أُشتِق اسم ساحل الهيكل العظمي من علامات عظام الحيتان التي كانت تملأ الشاطئ حيث كان يُمارس في هذه المنطقة صيد الحيتان، على الرغم من أن الساحل في العصر الحديث يحوي بقايا هيكلية لحطام السفن التي تصطادها الصخور. أكثر من ألف سفينة من مختلف الأحجام تتناثر على الساحل وعلى سبيل المثال سفينة إدوارد بوهلين، وسفينة بنغيلا النسر، وسفينة أوتافي، وسفينة دنيدن ستار وتونغ تا.

## الحياة البرية
أَعلنت ناميبيا عن تخصيصها لما يزيد عن 16000 كيلومتر مربع لإنشاء منتزه ساحل الهيكل العظمي الوطني، ويمتد المنتزه من نهر أوغاب إلى كونين. النصف الشمالي من الحديقة هو منطقة مخصصة للحيوانات البرية. وما تبقى من الساحل هو منطقة استجمام.
كان الساحل موضوعًا لعدد من الأفلام الوثائقية المتعلقة بالحياة البرية، ولا سيما فيما يتعلق بالتكيف مع الجفاف الشديد. يوجد فيلم وثائقي يُعرض علي ناشيونال جيوغرافيك لعام 1965 بعنوان «الناجون من ساحل الهيكل العظمي». .يعتمد العديد من أنواع النباتات والحشرات في أنظمة الكثبان الرملية على الضباب البحري السميك الذي يكتنف الساحل لرطوبته ومخلفاته من المناطق الداخلية كغذاء.

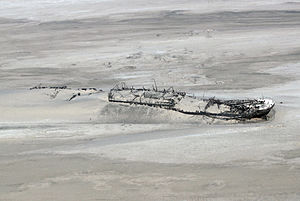
حطام سفينة إدوارد بوهلين.

تمت دراسة تجمعات الطيور الصحراوية من حيث تنظيم الحرارة، والتلوين، واستراتيجيات التكاثر والبداوة. أحواض الأنهار الداخلية الأخرى هي موطن قردة البابون والزرافات والأسود ووحيد القرن الأسود، كان وجود وحيد القرن الأسود هو السبب الرئيسي في تصوير قناة سي بي سي ديزرت في المنطقة.

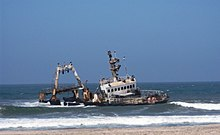
حطام سفينة زيلا الهند جنوب خليج هنتيس، نوفمبر 2014

## ظهوره إعلاميا
- ساحل الهيكل العظمي هو كتاب من تأليف جون هنري مارش. القصة الحقيقية للتدمير في عام 1942 لبطانة الشحن المبردة البريطانية دنيدن ستار وإنقاذ جميع ركابها وطاقمها البالغ عددهم 106، على حساب قاطرة، وطائرة تابعة للقوات المسلحة لأفغانستان، وحياة اثنين من عمال الإنقاذ.
- ساحل الهيكل العظمي هي رواية من «سلايف كوسلر» تستخدم رمال متحركة من الساحل كأداة مؤامرة بارزة في المدخل الرابع في أوريغون للملفات.
- تتضمن المؤامرة الخيالية لفيلم A Twist of Sand لعام 1968 الألماس المخبأ في غرق السفينة المدفون في الكثبان الرملية لساحل الهيكل العظمي.
- تم تصوير الجزء الأكبر من الموسم الأول، الحلقة 7 من فيلم The Grand Tour في الأمازون في ساحل الهيكل العظمي.
- كتب درامر بيلي كوبام ألبومًا مستوحى من زيارته للمنطقة، والتي أطلق عليها اسم Tales من ساحل لهيكل العظمي.